# Анатомія скандалу
«Анатомія скандалу» (англ. Anatomy of a Scandal) — британський драматичний серіал-антологія, розроблений Девідом Келлі та Меліссою Джеймс Гібсон для Netflix. Він заснований на однойменному романі Сари Воґан. Серіал складається з шести епізодів, прем'єра якого запланована на 15 квітня 2022 року.

## Синопсис
Розкішне життя Софі, дружини впливового політика, закінчується коли на поверхню виринають скандальні таємниці, а її чоловіка Джеймса звинувачують у страшному злочині.

## Актори та персонажі
| Актор         | Роль                 |
| ------------- | -------------------- |
| Сієна Міллер  | Софі Вайтгаус        |
| Мішель Докері | Кейт Вудкрофт        |
| Руперт Френд  | Джеймс Вайтгаус      |
| Наомі Скотт   | Олівія Літтон        |
| Жозетт Саймон | Анжела Ріган         |
| Бен Редкліфф  | юний Джеймс Вайтгаус |

## Список серій
| Сезон          | Епізоди | Епізоди | Оригінальний показ | Оригінальний показ |
| Сезон          | Епізоди | Епізоди | Перший показ       | Останній показ     |
| -------------- | ------- | ------- | ------------------ | ------------------ |
| Сезон 1 (2022) | 6       | 6       | 15 квітня 2022     | 15 квітня 2022     |

### Сезон 1 (2022)
| № | # | Назва                  | Режисер         | Сценарист                          | Перший ефір у США |
| --- | - | ---------------------- | --------------- | ---------------------------------- | ----------------- |
| 1 | 1 | «Епізод 1» «Episode 1» | С. Дж. Кларксон | Мелісса Джеймс Гібсон, Девід Келлі | 15 квітня 2022    |
| Джеймс намагається пом’якшити наслідки скандалу. Спустошена, але рішуча Софі згадує кращі часи, а Кейт вирішує, що робити далі.                         |   |                        |                 |                                    |                   |
| 2 | 2 | «Епізод 2» «Episode 2» | С. Дж. Кларксон | Мелісса Джеймс Гібсон              | 15 квітня 2022    |
| Софі відчуває наслідки звинувачень, що вирують навколо Джеймса, який звертається за допомогою до старого друга. Кейт готується допитати першого свідка. |   |                        |                 |                                    |                   |
| 3 | 3 | «Епізод 3» «Episode 3» | С. Дж. Кларксон | Мелісса Джеймс Гібсон              | 15 квітня 2022    |
| Кейт запитує Олівію про те, що сталося в ліфті, Софі шокована інформацією, яку дізналася про Джеймса, а тиск на прем’єр-міністра посилюється.           |   |                        |                 |                                    |                   |
| 4 | 4 | «Епізод 4» «Episode 4» | С. Дж. Кларксон | Мелісса Джеймс Гібсон, Девід Келлі | 15 квітня 2022    |
| Софі потрібен час, щоб подумати, і вона забирає дітей за місто. Кейт лажає в суді. Спливають спогади про давню зустріч Джеймса з Голлі.                 |   |                        |                 |                                    |                   |
| 5 | 5 | «Епізод 5» «Episode 5» | С. Дж. Кларксон | Мелісса Джеймс Гібсон, Девід Келлі | 15 квітня 2022    |
| Перед важливим днем у суді Кейт довіряється подрузі. Софі розуміє, що сталося тієї ночі, коли вона була на студентській вечірці з Джеймсом і Голлі.     |   |                        |                 |                                    |                   |
| 6 | 6 | «Епізод 6» «Episode 6» | С. Дж. Кларксон | Мелісса Джеймс Гібсон, Девід Келлі | 15 квітня 2022    |
| Підозри Софі викристалізовуються, коли Джеймс розкриває нові подробиці доленосної ночі в Оксфорді. Кейт з тривогою очікує на винесення вердикту.        |   |                        |                 |                                    |                   |

## Виробництво
У травні 2020 року Netflix оголосив про початок розробки серіалу, який Девід Келлі та Мелісса Джеймс Гібсон адаптували з однойменного роману Сари Воґан. Режисером усіх епізодів прем'єрного сезону стала С. Дж. Кларксон. У вересні Сієна Міллер, Мішель Докері та Руперт Френд отримали головні ролі. Наомі Скотт приєдналася до них в грудні , а Бен Редкліфф отримав роль у січні 2021 року.
Зйомки першої серії розпочалися в жовтні 2020 року в Shepperton Studios. Виробництво відбувалося в Оксфорді в лютому 2021 року.